# بخش مرکزی شهرستان معمولان
بخش مرکزی، یکی از بخش‌های شهرستان معمولان در استان لرستان ایران است. مرکز این بخش، شهر معمولان است.

## تقسیمات کشوری
- بخش مرکزی شهرستان معمولان
  - دهستان زیودار
  - دهستان معمولان

شهر: معمولان

## جمعیت
بر پایه سرشماری عمومی نفوس و مسکن در سال ۱۳۹۵، جمعیت بخش مرکزی شهرستان معمولان برابر با ۱۴٬۶۶۱ نفر بوده‌است.